# 蒂萨菲赖德区
蒂萨菲赖德区（匈牙利語：Tiszafüredi járás），是匈牙利亚斯-瑙吉孔-索尔诺克州的一个区，总面积417.05平方公里，总人口19,559人（2011年），人口密度47人/平方公里。中心城市为蒂薩菲賴德。

## 市镇
蒂萨菲赖德区包含一个城镇和6个村庄。